# Lill-Filitjärnen
Lill-Filitjärnen är en sjö i Kramfors kommun i Ångermanland och ingår i Ångermanälven-Gådeåns kustområde.